# Chuck Adams
Chuck Adams (* 23. April 1971 in Pacific Palisades, Los Angeles, Kalifornien) ist ein ehemaliger US-amerikanischer Tennisspieler.

## Leben
Adams war in seiner von 1990 bis 1997 dauernden Profitennis-Karriere zumeist auf der ATP Challenger Tour unterwegs. Ihm gelangen dort bei sechs Finalteilnahmen vier Titelgewinne. Auf der ATP Tour hatte er zwischen 1993 und 1995 seine erfolgreichste Zeit. Viermal stand er in einem Finale, gleich sein erstes konnte er 1993 in Seoul gegen Todd Woodbridge gewinnen. Dies blieb jedoch sein einziger Titel auf der ATP Tour, in seinen weiteren Finalspielen unterlag er Jacco Eltingh, Alexander Wolkow und Thomas Enqvist. Einer der Höhepunkte seiner Karriere war die Achtelfinalteilnahme bei den US Open 1993. Er bezwang hier Chris Woodruff, Jonas Svensson und Karel Nováček – letzterer hatte in der vorherigen Runde den an Nummer drei gesetzten Stefan Edberg aus dem Turnier geworfen. Im Achtelfinale unterlag er Alexander Wolkow in drei Sätzen. Ein weiteres erwähnenswertes Grand-Slam-Resultat war die dritte Runde in Wimbledon 1994; gegen den späteren Champion Pete Sampras war Adams jedoch ohne Chance. Seine höchste Notierung in der Tennisweltrangliste erreichte er 1995 mit Position 34. Im Doppel trat er nur einige wenige Male zu Anfang seiner Karriere an.

## Privatleben
Adams ist mit der ehemaligen Tennisspielerin Ashley Harkleroad verheiratet und hat mit ihr zwei Kinder. Am 25. März 2009 wurde Harkleroad Mutter eines Jungen, im April 2011 brachte sie eine Tochter zur Welt. 

## Erfolge
| Legende                       |
| Grand Slam                    |
| Tennis Masters Cup            |
| ATP Masters Series            |
| ATP International Series Gold |
| ATP International Series (1)  |
| ATP Challenger Series (4)     |

| ATP-Titel nach Belag |
| Hartplatz (1)        |
| Sand (0)             |
| Rasen (0)            |
| Teppich (0)          |

### Einzel

#### Turniersiege

##### ATP Tour
| Nr. | Datum          | Turnier | Belag     | Finalgegner     | Ergebnis |
| --- | -------------- | ------- | --------- | --------------- | -------- |
| 1.  | 25. April 1993 | Seoul   | Hartplatz | Todd Woodbridge | 6:4, 6:4 |

##### Challenger Tour
| Nr. | Datum          | Turnier   | Belag     | Finalgegner   | Ergebnis      |
| --- | -------------- | --------- | --------- | ------------- | ------------- |
| 1.  | 28. Juli 1991  | Aptos     | Hartplatz | Bryan Shelton | 6:3, 6:4      |
| 2.  | 26. April 1992 | Nagoya    | Hartplatz | Daniel Nestor | 7:6, 6:3      |
| 3.  | 2. August 1992 | Winnetka  | Hartplatz | Steve Bryan   | 6:4, 6:4      |
| 4.  | 5. Juni 1994   | Taschkent | Sand      | Filip Dewulf  | 6:4, 4:6, 7:6 |

#### Finalteilnahmen
| Nr. | Datum             | Turnier     | Belag       | Finalgegner      | Ergebnis |
| --- | ----------------- | ----------- | ----------- | ---------------- | -------- |
| 1.  | 28. August 1994   | Schenectady | Hartplatz   | Jacco Eltingh    | 3:6, 4:6 |
| 2.  | 13. November 1994 | Moskau      | Teppich (i) | Alexander Wolkow | 2:6, 4:6 |
| 3.  | 15. Januar 1995   | Auckland    | Hartplatz   | Thomas Enqvist   | 2:6, 1:6 |